# Pays-Bas aux Jeux européens de 2015
 (août 2016).
Les Pays-Bas étaient présents aux Jeux européens de 2015, la première édition des Jeux européens, organisée à Bakou, en Azerbaïdjan.

## Médailles
| Sport                   | Discipline                             | Athlète(s)                                                                | Performance | Date    |
| Médailles d'or : 8      |                                        |                                                                           |             |         |
| Boxe                    | Femmes - Moins de 75 kg                | Nouchka Fontijn                                                           |             | 25 juin |
| Cyclisme                | Women's time trial                     | Ellen van Dijk                                                            |             | 18 juin |
| Gymnastique             | Women's balance beam                   | Lieke Wevers                                                              |             | 20 juin |
| Judo                    | Femmes - Moins de 70 kg                | Kim Polling                                                               |             | 26 juin |
| Judo                    | Hommes - Moins de 100 kg               | Henk Grol                                                                 |             | 27 juin |
| Judo                    | Femmes - Moins de 78 kg                | Marhinde Verkerk                                                          |             | 27 juin |
| Natation                | Femmes - 100 mètres Nage libre         | Marrit Steenbergen                                                        |             | 24 juin |
| Tennis de table         | Femmes - Simple                        | Li Jiao                                                                   |             | 19 juin |
| Médailles d'argent : 12 |                                        |                                                                           |             |         |
| Cyclisme                | Men's time trial                       | Stef Clement                                                              |             | 18 juin |
| Cyclisme                | Men's BMX                              | Twan van Gendt                                                            |             | 28 juin |
| Gymnastique             | Men's vault                            | Casimir Smidt                                                             |             | 20 juin |
| Natation                | Women's 4 × 100 metre freestyle relay  | Laura van Engelen Frederique Janssen Pien Schravesande Marrit Steenbergen |             | 23 juin |
| Natation                | Women's 4 × 100 metre medley relay     | Iris Jonk Tes Schouten Josein Wijhuis Marrit Steenbergen                  |             | 26 juin |
| Natation                | Women's 200 metre freestyle            | Marrit Steenbergen                                                        |             | 26 juin |
| Natation                | Women's 50 metre freestyle             | Marrit Steenbergen                                                        |             | 26 juin |
| Natation                | Women's 4 × 200 metre freestyle relay  | Laura van Engelen Frederique Janssen Marieke Tienstra Marrit Steenbergen  |             | 27 juin |
| Tennis de table         | Women's team                           | Eerland Li Jie Li Jiao                                                    |             | 15 juin |
| Tennis de table         | Women's singles                        | Li Jie                                                                    |             | 19 juin |
| Tir à l'arc             | Men's individual                       | Sjef van den Berg                                                         |             | 22 juin |
| Triathlon               | Women's individual                     | Rachel Klamer                                                             |             | 13 juin |
| Médailles de bronze : 9 |                                        |                                                                           |             |         |
| Cyclisme                | Women's time trial                     | Annemiek van Vleuten                                                      |             | 18 juin |
| Cyclisme                | Women's road race                      | Anna van der Breggen                                                      |             | 20 juin |
| Gymnastique             | Women's artistic team all-around       | Céline van Gerner Lisa Top Lieke Wevers                                   |             | 18 juin |
| Gymnastique             | Women's artistic individual all-around | Lieke Wevers                                                              |             | 18 juin |
| Gymnastique             | Women's vault                          | Lisa Top                                                                  |             | 20 juin |
| Gymnastique             | Women's floor exercise                 | Lieke Wevers                                                              |             | 20 juin |
| Judo                    | Hommes - Moins de 90 kg                | Guillaume Elmont                                                          |             | 27 juin |
| Judo                    | Femmes - Moins de 78 kg                | Guusje Steenhuis                                                          |             | 27 juin |
| Tir à l'arc             | Men's team                             | Sjef van den Berg Mitch Dielemans Rick van der Ven                        |             | 18 juin |